# Hélices poésie

Hélices poésie est une association de poètes contemporains éditrice de revues et recueils de poésie fondée en 1993 par Emmanuel Berland basée à Nogent sur Marne dans le Val-de-Marne et à Châteaulin dans le Finistère.

## Une association littéraire
L'association Hélices poésie a été fondée par des « poètes et diseurs» privilégiant des textes de poésie contemporaine courts, qui se prêtent à la lecture orale. Ils organisent des récitals de poèmes, parfois accompagnés de musique. Ils animent également des séances d'initiation poétique  en milieu scolaire.
Hélices poésie rassemble, en 2011, une cinquantaine de poètes de toute la France. Le mouvement, basé à Nogent-sur-Marne dans le Val-de-Marne, est présidé par Emmanuel Berland.
Un pôle poétique a été organisé au sein d’un établissement culturel de Nogent-sur-Marne, le Carré des Coignard. Le groupe anime également Le Printemps des poètes, organisé chaque année dans différentes villes du Val-de-Marne. 
Les éditions Hélices publient une collection, Poètes ensemble, qui a produit une vingtaine d'ouvrages, dont le volume collectif Poésie sur Marne.
En septembre 2008, est paru Héliopolis, chansons solaires, un CD anthologique regroupant 19 chansons inédites créées et interprétées par plusieurs musiciens poètes membres d'Hélices, dont Emmanuel Berland, Odile de Cayeux, Pierre Desbruères, Olivier Keriven et Marie Volta. 
En juin 2009, Hélices édite le premier numéro de sa nouvelle revue Esprits poétiques. En décembre 2009, le second numéro réunit une sélection d'auteurs mis en ligne sur le blog Le Capital des Mots ( animé par Eric Dubois), paraît "Dires d'Elles", troisième opus consacré aux écritures féminines. En mars 2011, paraît "Sortilèges", quatrième opus 
avec un choix de textes fait par Dana Shishmanian.

## Poètes participant à Hélices poésie
- Emmanuel Berland, fondateur d'Hélices poésie, enseignant vivant à Nogent-sur-Marne. Il conduit des ateliers d'écriture et a animé la revue Poésie terrestre, il dirige le groupe de lecture Poètes ensemble. Il est le responsable de la revue Esprits poétiques
- Laurence Bouvet
- Geneviève Deplatière
- Éric Dubois
- Christophe Forgeot, auteur dramatique, comédien professionnel, animateur de théâtre et formateur spécialisé d'adultes
- Roseline Fritel
- Jacques Gautrand
- Jean Gédéon
- Guénane
- Jean-Louis Guitard
- Gaëlle Josse
- Pierre Kobel
- Ghyslaine Leloup
- Régis Moulu
- Mireille Podchlebnik
- Dana Shishmanian
- Richard Taillefer
- Marie Volta, auteur-compositeur-interprète